# ГЕС Бівер
ГЕС Бівер — гідроелектростанція у штаті Арканзас (Сполучені Штати Америки). Знаходячись перед ГЕС Тейбл-Рок, становить верхній ступінь каскаду на Уайт-Рівер, правій притоці Міссісіпі (басейн Мексиканської затоки).
У межах проекту річку перекрили комбінованою греблею висотою 69 метрів, яка включає бетонну ділянку (довжина 406 метрів, потребувала 596 тис. м3 матеріалу) та прилеглу до неї ліворуч кам'яно-накидну/земляну секцію (довжина 433 метра, вміщує 1,2 млн м3 ґрунту). Разом з трьома малими кам'яно-накидними/земляними дамбами вона утримує водосховище з площею поверхні 114,1 км2 та об'ємом 2,4 млрд м3.
Пригреблевий машинний зал обладнано двома турбінами типу Френсіс потужністю по 56 МВт, які працюють при напорі від 37 до 63 метрів (номінальний напір 50 метрів).